# Jack Owen Spillman
Jack Owen Spillman III (nascido em 30 de agosto de 1969)  é um assassino em série de Spokane, Washington. Ele é conhecido como "the Werewolf Butcher" (O lobisomem carniceiro).

## Crimes
Spillman foi condenado em abril de 1995 pelo assassinato de Rita Huffman, de 48 anos, e de sua filha Mandy, de 15 anos. Ele também foi condenado por, em 1994, assassinar Penny Davis, de 9 anos.
Huffman foi encontrada em sua residência junto com sua filha na cidade de East Wenatchee, em Washington, ambas sexualmente mutiladas e corpos posicionados de forma provocante. A pickup preta de Spillman coincide com a descrição dada por testemunhas de um veículo que estava em um estacionamento perto da casa das vítimas na noite dos assassinatos. Além disso, a pickup de Spillman foi parada por um policial da cidade de East Wenatchee em um estacionamento do Clube de Militares Veteranos naquela tarde e, em seguida, uma faca ensanguentada de 12 centímetros foi encontrada no local. Aparentemente parecia com um dos conjuntos de  facas encontradas na casa da vítima. Antes de ser preso, Spillman foi mantido sob custódia por uma semana enquanto os exames laboratoriais eram realizados.
Sob ameaça de receber a pena de morte, mais tarde, Spillman também admitiu ter matado Davis, da cidade de Tonasket, em Washington. Seis meses depois, em setembro de 1994, seu corpo foi encontrado em uma cova rasa à 19 quilômetros de sua casa. Ela também foi colocada em uma posição provocante.
Para evitar uma possível pena de morte, Spillman se declarou culpado pelas três acusações de assassinato em primeiro grau e foi sentenciado a prisão perpétua em 1996. Ele está cumprindo pena na Penitenciária do Estado de Washington.

### Antecedentes criminais
De acordo com documentos do julgamento, que "Spillman teria contado à um colega de cela (de nome Mark Miller) que ele queria ser o maior serial killer do mundo". Na época em que ele se declarou culpado pelos três assassinatos, relatórios estatuíram que Spillman estava enfrentando penas adicionais por estupro de primeiro grau, assalto à mão armada e furto. Ele e um amigo foram presos por estupro em 1993, porém estas alegações foram, eventualmente, declinadas..